# Ястребообразные
Ястребообра́зные (лат. Accipitriformes) — отряд хищных птиц из подкласса новонёбных (Neognathae), объединяющий ястребов, коршунов, орлов и других птиц. В составе отряда выделяют 4 семейства: ястребиных (Accipitridae), скопиных (Pandionidae), птиц-секретарей (Sagittariidae) и американских грифов (Cathartidae). Скопиные и птицы-секретари являются монотипическими семействами и представлены одним родом каждый, американские грифы — пятью родами. Семейство ястребиных очень обширное и включает в свой состав более 70 родов, объединяющих несколько сотен видов.
Ранее ястребиные, скопиные, птицы-секретари и американские грифы объединялись вместе с соколиными (Falconidae) в один отряд, который назывался либо отрядом ястребообразных, либо соколообразных, либо отрядом дневных хищных птиц, и мог носить латинское название Accipitriformes либо Falconiformes. К настоящему времени, благодаря генетическим исследованиям отряд был разделён. Некоторые учёные полагают, что соколообразные (Falconiformes), грифы Нового Света (Cathartiformes) и ястребообразные — это три отдельных отряда.

## Описание
Все представители отряда — хищные птицы; у них острые крючкообразные клювы, сильные когтистые ноги, крепкие туловища и длинные крылья. Окраска оперения может быть белой, серой, коричневой, чёрной или сочетать в себе несколько из этих цветов. Для многих видов характе́рна смена перьевого наряда после достижения половой зрелости. Молодые птицы обычно пёстро окрашены, а наряд взрослых особей имеет более плавные переходы цветов. Половой диморфизм не выражен, либо слабо выражен — самец от самки отличается размером, причём самка крупнее.

## Классификация
Международный союз орнитологов предлагает следующую классификацию отряда:
- Семейство Американские грифы (Cathartidae) (7 видов)
  - Род Калифорнийские кондоры (Gymnogyps)
  - Род Королевские грифы (Sarcoramphus)
  - Род Кондоры (Vultur)
  - Род Чёрные катарты (Coragyps)
  - Род Грифы-индейки (Cathartes)
- Семейство Птицы-секретари (Sagittariidae) (1 вид)
  - Род Птицы-секретари (Sagittarius)
- Семейство Скопиные (Pandionidae) (1 вид)
  - Род Скопы (Pandion)
- Семейство Ястребиные (Accipitridae) (256 видов)
  - Подсемейство Ястребы (Accipitrinae)
  - Подсемейство Грифовые (Aegypiinae)
  - Подсемейство Орлиные (Aquilinae)
  - Подсемейство Buteoninae
  - Подсемейство Змееяды (Circaetinae)
  - Подсемейство Луневые (Circinae)
  - Подсемейство Дымчатые коршуны (Elaninae)
  - Подсемейство Gypaetinae
  - Подсемейство Орланы (Haliaeetinae)
  - Подсемейство Гарпии
  - Подсемейство Певчие ястребы (Melieraxinae)
  - Подсемейство Коршуны (Milvinae)
  - Подсемейство Осоеды (Perninae)